# Droga wojewódzka 627
Die Droga wojewódzka 627 (DW 627) ist eine 97 Kilometer lange Droga wojewódzka (Woiwodschaftsstraße) in der polnischen Woiwodschaft Masowien, die Ostrołęka mit Sokołów Podlaski verbindet. Die Strecke liegt in der kreisfreien Stadt Ostrołęka, im Powiat Ostrołęcki, im Powiat Ostrowski und im Powiat Sokołowski.

## Streckenverlauf
Woiwodschaft Masowien, Kreisfreie Stadt Ostrołęka
-  Ostrołęka (Ostrolenka) (DK 53, DK 61, DW 544)

Woiwodschaft Masowien, Powiat Ostrołęcki
- Rzekuń
- Zamość
- Rabędy
- Borowce
- Grodzisk Duży
- Czerwin
- Malinowo Stare

Woiwodschaft Masowien, Powiat Ostrowski
- Jelonki
- Jelenie
- Komorowo
-  Ostrów Mazowiecka (S 8, DK 8, DK 50, DK 60, DW 677)
- Biel
- Niegowiec
- Błędnica
- Małkinia Dolna
-  Małkinia Górna (DW 694)
- Małkinia Mała-Przewóz
- Treblinka
- Poniatowo

Woiwodschaft Masowien, Powiat Sokołowski
- Wólka Okrąglik
-  Kosów Lacki (DW 695)
- Telaki
- Dybów
- Skibniew-Podawce
- Kostki
- Emilianów
-  Sokołów Podlaski (DK 62, DK 63)